# Brytyjska inwazja na La Platę
Brytyjska inwazja na La Platę – starcia zbrojne, które miały miejsce w latach 1806–1807, ataki wojski brytyjskich na Wicekrólestwo La Platy.

## Przyczyny
18 stycznia 1806 r. brytyjska wyprawa wojskowa zdobywa holenderski Kraj Przylądkowy. Dowodzący morskim komponentem sił inwazyjnych komandor Home Riggs Popham przekonał głównodowodzącego brytyjską interwencją w Afryce gen. Bairda o zbędności floty do dalszej osłony wojsk inwazyjnych i możliwości dokonania tymi siłami interwencji w hiszpańskiej Ameryce Południowej. Po przeprowadzeniu rekonesansu flota Pophama w składzie 5 okrętów i 5 transportowców wyruszyła z Kapsztadu. 2 maja 1806 r. wzmocnieni posiłkami ze składu garnizonu Św. Heleny Brytyjczycy skierowali się w kierunku ujścia La Platy.

## Pierwszy atak brytyjski
16 czerwca 1806. brytyjska eskadra wtargnęła w głąb estuarium La Platy i wydzielonymi siłami rozpoczęła blokadę Montevideo. 25 czerwca 1806 r. brytyjski desant dowodzony przez gen. Williama C. Beresforda wyokrętował się 20 km od Buenos Aires. Zaskoczony hiszpański garnizon miasta został z łatwością pokonany, a hiszpański generał Jose de la Quintana podpisał kapitulację Buenos Aires 27 czerwca 1806 r.
Sytuacja uległa zasadniczej zmianie na skutek antybrytyjskiego powstania Hiszpanów i Kreolów, kierowanego przez gen. Santiago Liniersa. Zgromadzone przez kolonistów przeważające siły wkroczyły do Buenos Aires 10 sierpnia 1806 r., łamiąc opór dowodzonych przez gen. Beresforda Brytyjczyków. Niekorzystne warunki meteorologiczne uniemożliwiły dowodzonej przez Pophama flocie zarówno pomoc garnizonowi, jak i ewakuację sił inwazyjnych i wojska lądowe znalazły się w hiszpańskiej niewoli.
Pod wpływem walk o Buenos Aires cabildo abierto (rada miejska) odebrała 14 sierpnia władzę nad miastem wicekrólowi markizowi Sombremonte i powierzając ją gen. Santiago Liniersowi i audiencji królewskiej rozpoczęła proces dekolonizacji hiszpańskiej Ameryki Południowej.

## Drugi atak brytyjski
W lutym 1807 r. w rejon La Platy nadpłynęły posiłki angielskie pod wodzą generała Johna Whitelocka w sile 14 000 ludzi, które zajęły m.in. Montevideo. Następnie Brytyjczycy ruszyli na Buenos Aires, skąd uciekł hiszpański wicekról Rafael de Sobremonte oraz 8500 żołnierzy hiszpańskich. Po zajęciu części miasta, Anglicy stali się celem ataku uzbrojonych mieszkańców dowodzonych przez burmistrza Martína de Álzagę. Dnia 5 lipca 1807 doszło do decydującego ataku, w wyniku którego Brytyjczycy stracili 3000 zabitych i rannych. Dzień później Whitelocke zawarł z Alzagą rozejm i wycofał się z La Platy.